# Mobileme

Logo.

Mobileme var en tjänst av Apple Inc. som gav  tillgång till flera olika webbaserade funktioner. Juli 2008 ersattes .Mac av Mobileme. Tjänsten lades ner 2012.
Det fanns två olika abonnemang: Personligt- och Familjeabonnemang. Det personliga abonnemanget, som hade stöd för ett konto, omfattade 20 gigabyte datalagring. I Familjeabonnemanget ingick 40 gigabyte lagringsutrymme, med stöd för upp till fem konton. Den största skillnaden mellan Mobileme och .Mac var att i Mobileme ingick en synkroniseringstjänst. 
Den 4 oktober 2011 meddelade Apple att de skulle starta Icloud den 12 oktober 2011, att ersätta Mobileme för nya användare. Mobileme fortsatte att fungera till den 30 juni 2012, varefter tjänsten inte längre är tillgänglig. Mobilemes användare uppmanades att migrera till Icloud innan dess.

## Funktioner
Följande funktioner ingick i Mobileme:
- Ett e-postkonto med Apples "Quick Reply"-funktion, med vars hjälp användaren kunde svara på ett e-brev utan att först öppna det.
- En kalender.
- En adressbok som kunde synkroniseras med en Macintosh-dator eller en Windows-kompatibel PC (i sistnämnda fall via Microsoft Outlook).
- Det var möjligt att ladda upp filmer och bild-filer, samt dela dessa med andra via en galleri-hemsida.
- En Internet-baserad virtuell lagringsenhet kallad Idisk. Man kunde göra Idisk tillgänglig från filhanteraren Finder i Mac OS X, eller via Internet Explorer i Windows Vista.
- Man kunde spåra sin Iphone, Ipod Touch eller Ipad och visa enheterna på en karta. Detta var särskilt användbart om man tappat bort eller blivit besluten på sin enhet. Funktionen kom senare att utvecklas till Apples iCloud-tjänster "Find My iPhone" och "Find My Mac".

## Synkronisering
I Mobileme ingick en synkroniseringstjänst som gjorde att Iphone, Ipad, Ipod Touch och en Mac eller PC kunde synkroniseras med varandra trådlöst. Om en kontakts information ändrades på en enhet skickades den informationen till Apples servrar och sedan automatiskt vidare till alla användarens övriga enheter som var inställda på att synkroniseras automatiskt.